# Ephesia
Catocala là một chi bướm đêm thuộc họ Noctuidae. Hiện tại nó được coi là đồng nghĩa của Catocala.

## Hình ảnh

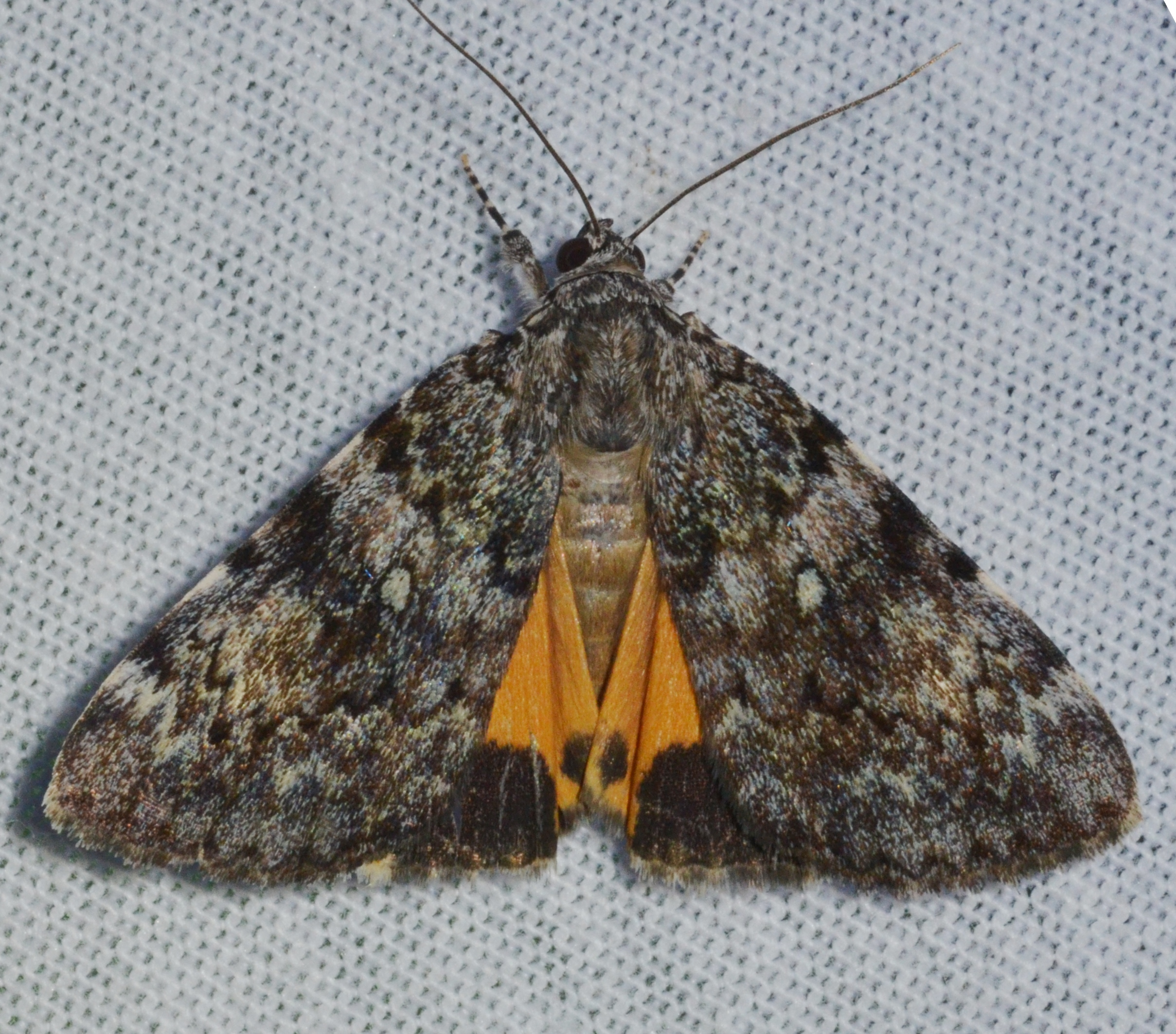
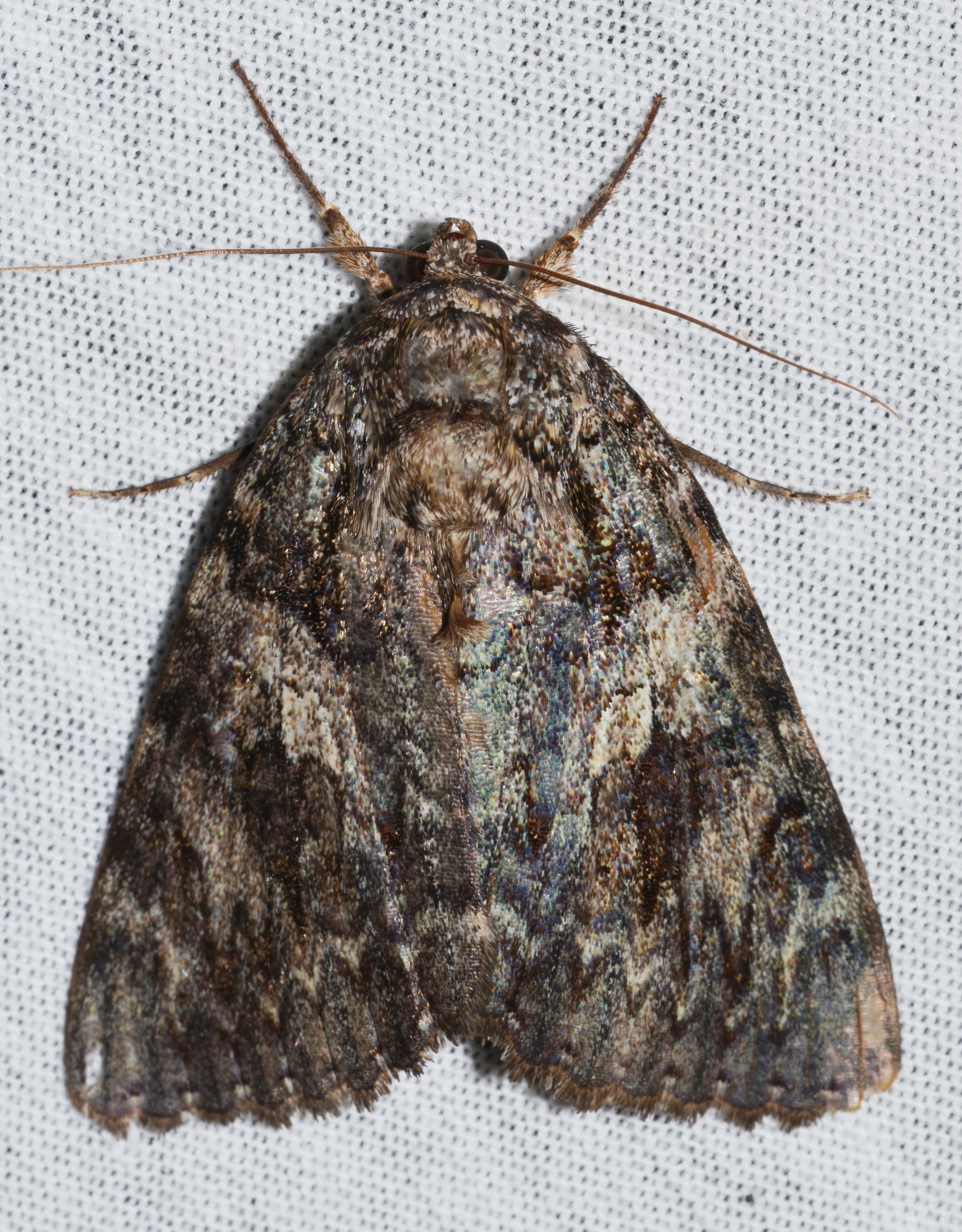
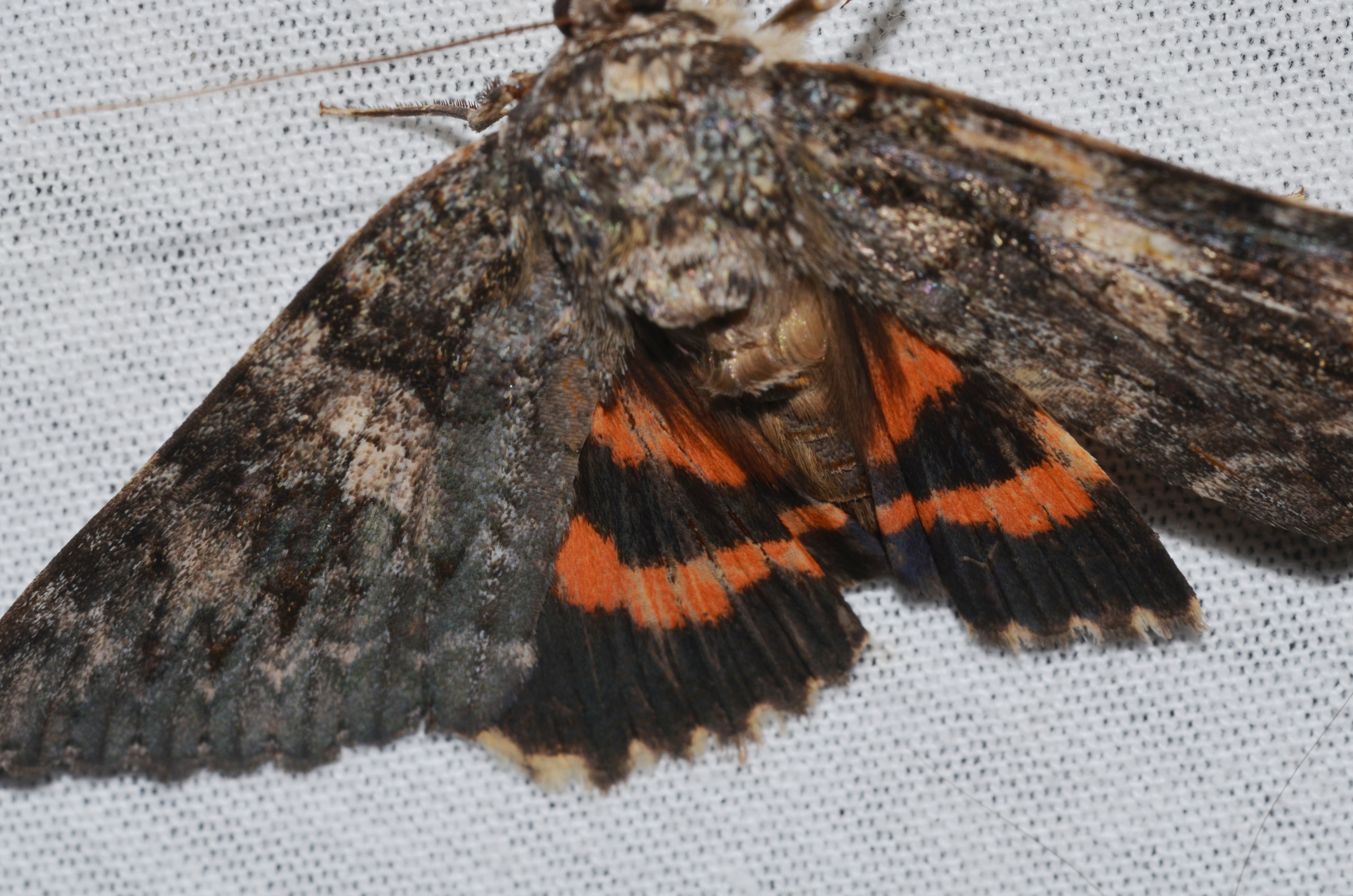
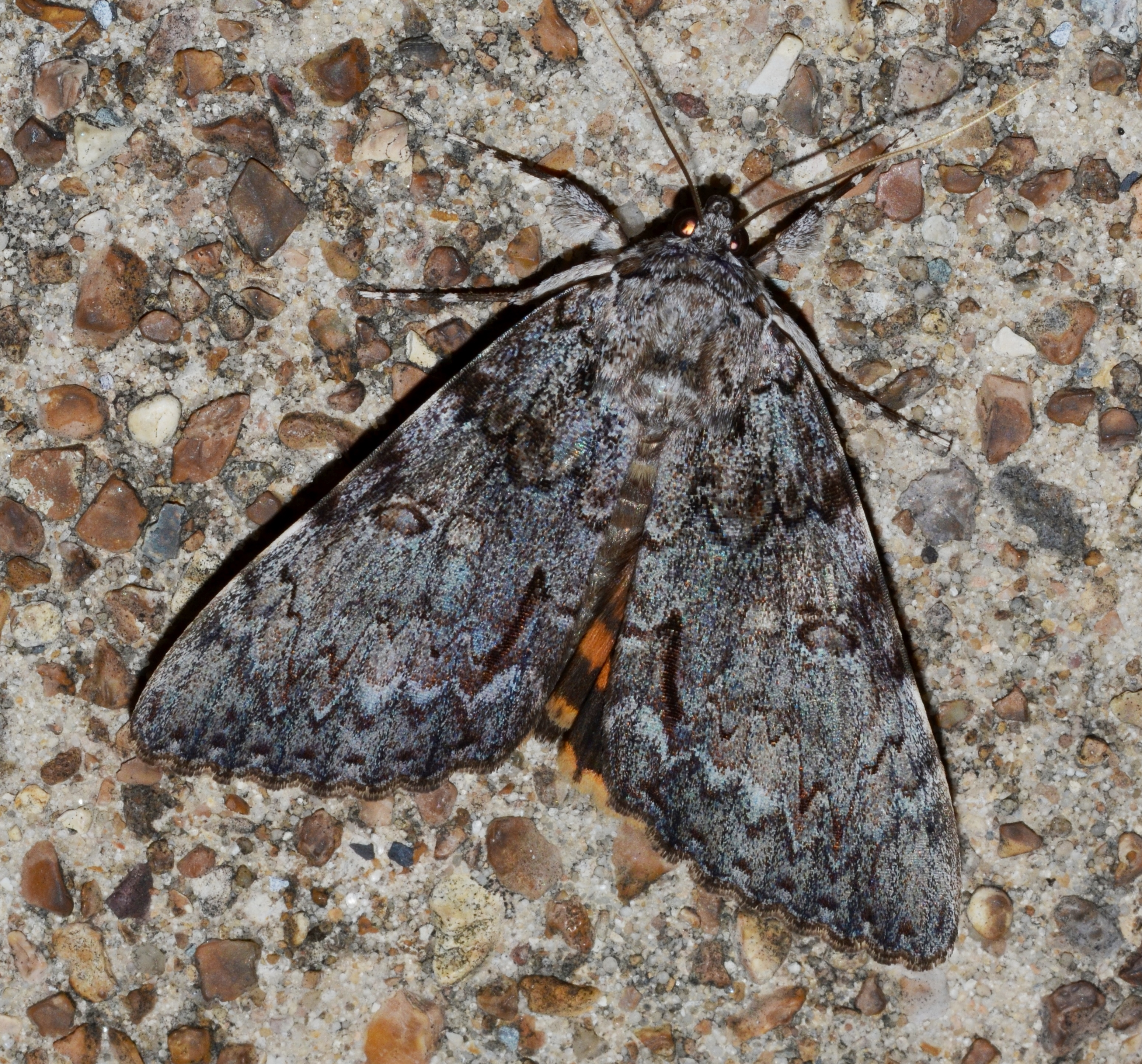